# Gravity Recovery and Climate Experiment
Gravity Recovery and Climate Experiment (GRACE, Experiment de Clima i Recuperació Gravitatòria) és una missió espacial conjunta entre la NASA i l'Agència espacial alemanya té com a objectiu cartografiar amb precisió el camp gravitatori terrestre. Va ser llançada el 17 de març de 2002 des del cosmòdrom de Plessetsk a bord d'un coet Rókot.
La missió consta de dues naus idèntiques (sobrenomenades "Tom i Jerry") volant en formació a una distància d'uns 220 km entre elles, en una òrbita polar a 500 km de la superfície terrestre. Les variacions en el camp gravitatori terrestre, degudes a les diferents distribucions de massa en la superfície terrestre, produeixen petites variacions en la distància entre ambdues naus, que són mesures gràcies a l'ús de GPS ia un sistema de transmissió de senyals de microones entre les naus.
Els resultats de GRACE inclouen el mesurament de les variacions degudes als corrents oceànics i els aqüífers, variacions en la capa de gel i variacions de massa de l'escorça terrestre, ajudant a comprendre tant les variacions del clima com a fenòmens geològics.
El centre de control forma part del Centre Alemany d'Operacions Espacials, que està ubicat a les instal·lacions del Centre Aerospacial Alemany (DLR) a Oberpfaffenhofen, prop de Múnic, Alemanya.

## Resultats

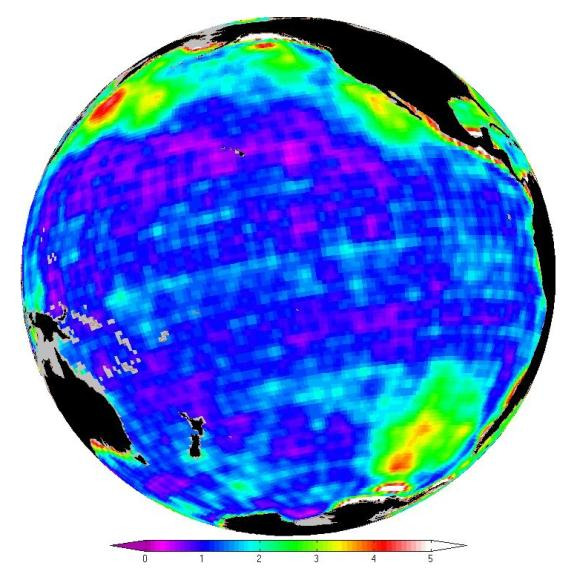
Diferències pressió al fons del mar mesurat per GRACE

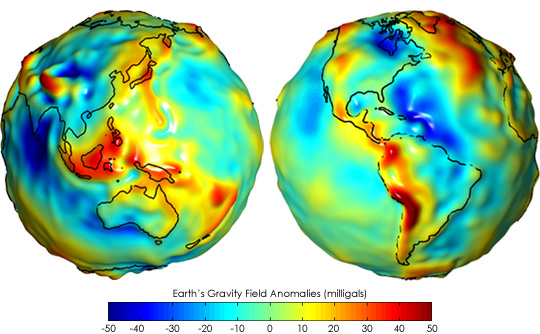
Mapa d'anomalies del camp de gravetat construïdes a partir de les dades proporcionades per GRACE

Els mapes generats mensualment per GRACE són 1.000 vegades més precisos que els mapes que existien anteriorment, que millora la precisió de les moltes tècniques utilitzades per oceanògrafs, els hidròlegs, el glaciòlegs, el geòlegs, el climatòlegs i altres científics que observen els fenòmens naturals. El mesurament del camp gravitatori de la Terra per GRACE permet als científics a entendre millor els processos naturals importants com ara, entre altres exemples, la disminució en el gruix de la capa de gel aigua de circulació polar a l'oceà (circulació termohalina) o grans conques (distribució entre aqüífers i el sistema fluvial, el temps de transferència i flux) i flueix, retarden el més ràpid capa (sòlid), al nucli extern (líquid) a l'interior de la Terra.
Ciències del Mar, una de les aplicacions més importants és la comprensió de la circulació oceànica en general. Les valls i turons de la superfície de les diferències entre la topografia de l'oceà "real de superfície " de l'oceà i geoide, produït en part per la corrents marins, a l'altra banda per les variacions temporals i espacials en els camps de pressió i de vent atmosfèrics associats, i, finalment, per les variacions locals en el camp de gravetat. GRACE pot separar aquests diversos orígens i millors corrents oceàniques de mesura i els seus efectes sobre el clima. Dades de GRACE també són importants per determinar l'origen de l'augment del nivell del mar i en quina mesura es deu a la massa d'aigua de la fusió de la glaceres o dilatació tèrmica d'aigua calenta o els canvis en la sal

Animació de les anomalies del camp de gravetat en els continents, mitjançant dades de GRACE

anomalies Animació del camp de gravetat al nivell del mar, duts a terme utilitzant les dades de GRACE

Física de la gravitació, les dades obtingudes amb GRACE permet revisar l'anàlisi dels resultats proporcionats per l'experiència LAGEOS per al mesurament de l'efecte Lense - Thirring.
En geologia el 2006, un equip d'investigadors dirigit per Ralph von Frese i Laramie Potts va descobrir utilitzant dades de GRACE, cràter Terra de Wilkes 480 Kilòmetres diàmetre sota el gel de l'Antàrtida, que es va formar probablement allà ara farà 250 milions d'anys.
Hidrològics i geodinàmica, GRACE s'ha utilitzat per assignar el cicle hidrològic conca de l'Amazones, i la posició i la importància del rebot post-glacial
En sismotectònic, GRACE també possible analitzar els canvis tectònics a l'escorça després del terratrèmol del 26 desembre 2004 a l'Oceà Índic.
La ciència marina això, els científics han desenvolupat recentment una nova manera de calcular la pressió en el fons dels oceans, una dada important per als oceanògrafs pressió atmosfèrica durant els meteoròlegs, a partir de dades de GRACE.